# 三棟屋村

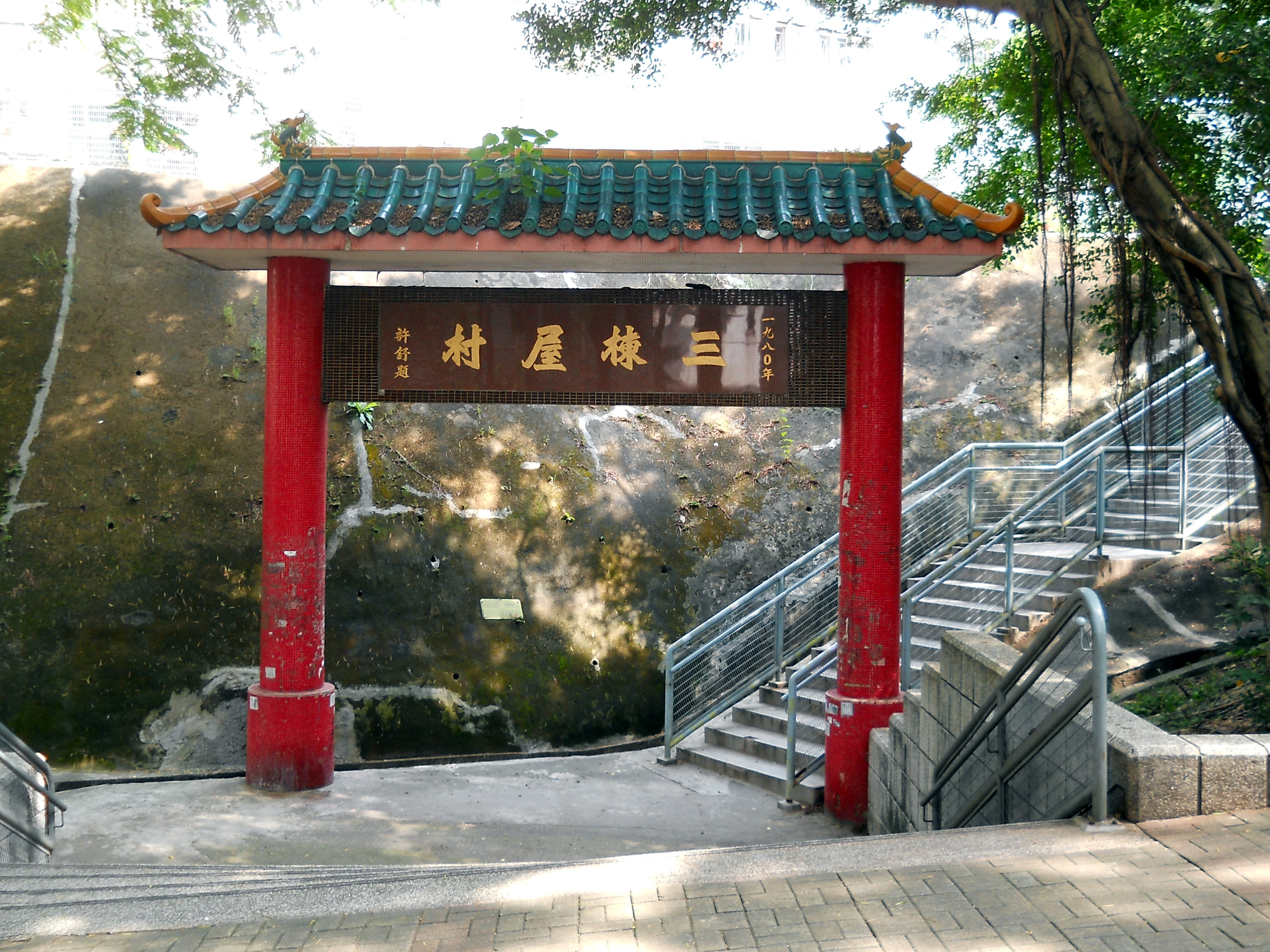
三棟屋村牌樓

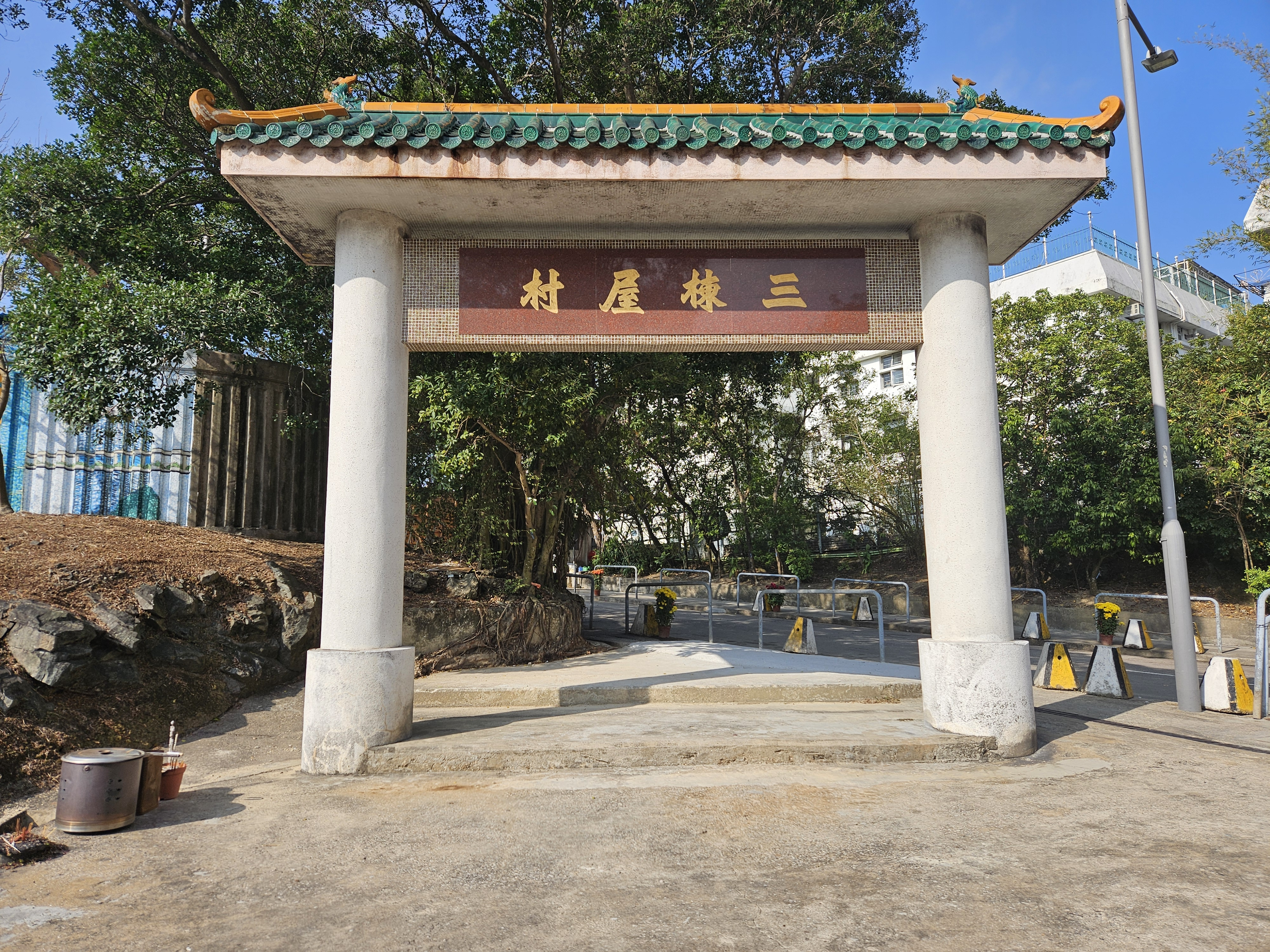
三棟屋村近和宜合交匯處牌樓

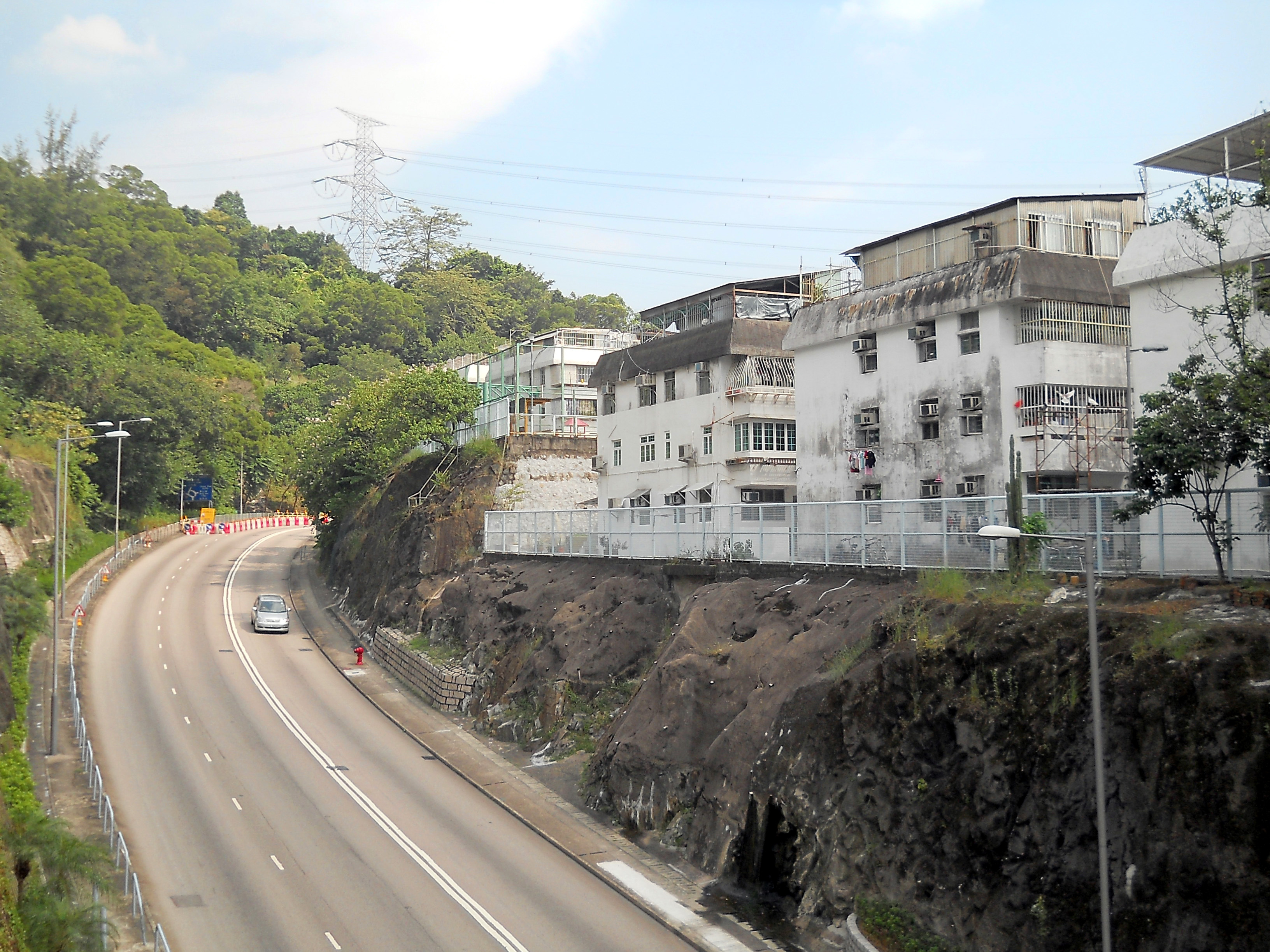
近三棟屋路的一列村屋

三棟屋村是位於香港新界荃灣區東北部象山邨以北、大帽山南面山腰的重置舊式客家圍村，本來位於荃灣西樓角近現時荃灣站一帶（土名牛牯墩），後來因地鐵工程遷至現址。至於舊有村落遺址則因保存良好而被政府闢作三棟屋博物館，更成為香港法定古蹟。

## 歷史
三棟屋村由陳氏所建，原本居住於福建省汀州府寧化縣，後來有一分支搬到去廣東省廣州府新安縣羅芳。到了第十三代，當中的村民陳任盛搬到荃灣鹹田附近居住，曾於大窩口填海開地種田，並興建一座草屋。其長子陳健常其後看中牛牯墩西部一地，發現風水極佳，便在該處立村，稱為三棟屋村。
三棟屋村於1786年建立，本來只有一座三進口的房舍，「棟」是主樑的意思，「三棟屋」因此而得名，可解作「三條棟樑的房子」。陳氏後人後來先後在三棟屋村的兩旁及後面加建房子，遂漸成為今貌，佈局左右對稱如棋盤，中軸線上分別建有前廳、中廳及祠堂，在正門石楣上刻有「陳氏家祠」四字，而兩旁分別築有四間居室，左右及後排的橫屋將整個三棟屋圍攏成圍村。
1979年首季，由於香港地鐵荃灣綫的工程，三棟屋村村民放棄原址，選擇他遷。1987年，三棟屋村遺址經當時的區域市政局修葺後，改為三棟屋博物館開放讓公眾人士參觀，現由康樂及文化事務署管理。三棟屋村現址位于三棟屋路近和宜合交汇处一带。

## 外部連結
- 荃灣三棟屋村 - 法定古蹟. 古物古蹟辦事處（页面存档备份，存于） （繁體中文）